# Oryctes prolixus
Oryctes prolixus es una especie de coleóptero de la familia Scarabaeidae.

## Distribución geográfica
Habita en Canarias.